# ان‌جی‌سی ۳۵۳۹
ان‌جی‌سی ۳۵۳۹ یک کهکشان است.